# 偉人・敗北からの教訓
偉人・敗北からの教訓（いじん・はいぼくからのきょうくん）は、2023年6月3日からBS11で放送されている教養番組。

## 概要
2021年10月から2023年4月まで放送された『偉人・素顔の履歴書』の後番組。当番組では日本史に名を残す偉人たちが犯した「失敗」や「敗北」をテーマとしている。成功から失敗に至るまでの人物伝をカウントダウン形式でたどり、その背景や影響などを分析。経営コンサルタントの経歴を持つ歴史作家伊東潤の解説を交えながら、現代人の生活につながる教訓を学ぶという内容である。
戦国時代の武将や大名、または幕末・明治維新の志士や政治家など、動乱の時代に活躍した英傑たちを多く取り上げている。また、その折に放送されているNHK大河ドラマの登場人物も扱っている。

## 放送・配信
- 2023年6月3日の第1回放送は土曜20時- 21時の時間帯でスタート[1]。2024年春の番組改編にともない、4月6日放送の第39回から土曜21時 - 22時に移動した[2]。
- 過去の放送はBS11+とU-NEXTで有料配信。見逃し配信はBS11+とTVer、BS11公式YouTubeチャンネルで期間限定無料配信。
- 番組終了後のアフタートーク「偉人・敗北からの教訓 こぼれ噺」をBS11+およびBS11公式YouTubeチャンネルで配信。
- BS11+見放題会員限定の「偉人・敗北からの教訓プラス」を毎月1本配信。

## 出演者・スタッフ
- 解説：伊東潤（歴史作家）
- 進行：中西悠理（フリーアナウンサー）
- ナレーション：槇大輔
- 声の出演：西田紘二
- CG制作：日本テレビアート
- 肖像イラスト：柳貞次郎
- 墨絵：小林東雲工房
- 総合演出：森下徹
- プロデューサー：磯ヶ谷好章（BS11）
- 制作：BS11、テレパック

## 放送リスト

### 2025年
| 回      | 放送日        | サブタイトル                                      | 備考                                                                   |
| ------- | ------------- | ------------------------------------------------- | ---------------------------------------------------------------------- |
| 第74回  | 2025年1月4日  | シリーズ東軍・西軍それぞれの関ヶ原(1) 井伊直政    |                                                                        |
| 第75回  | 2025年1月11日 | 「シリーズ東軍・西軍それぞれの関ヶ原(2) 島津義弘  |                                                                        |
| 第76回  | 2025年1月18日 | 蔦屋重三郎・寛政の改革に抗ったメディア王          |                                                                        |
| 第77回  | 2025年1月25日 | 喜多川歌麿・江戸幕府の怒りを買った浮世絵師        |                                                                        |
| 第78回  | 2025年2月1日  | 太原雪斎・今川家の繁栄を維持できなかった軍師      |                                                                        |
| 第79回  | 2025年2月8日  | 安国寺恵瓊・関ヶ原の責任を負わされた外交僧        |                                                                        |
| 第80回  | 2025年2月15日 | 平清盛・波間に消えた福原遷都の夢                  |                                                                        |
| 第81回  | 2025年2月22日 | 源頼朝・源氏将軍家滅亡を招いた鎌倉殿              |                                                                        |
| 第82回  | 2025年3月1日  | 竹中半兵衛・秀吉を支えた名軍師の誤算              |                                                                        |
| 第83回  | 2025年3月8日  | 黒田官兵衛・名軍師の糧となった若き日の失敗        |                                                                        |
| 第84回  | 2025年3月15日 | 田沼意次・商業重視の経済政策の果て                |                                                                        |
| 第85回  | 2025年3月22日 | 松平定信・度が過ぎた寛政の改革                    |                                                                        |
| 第86回  | 2025年4月5日  | 信長と長島一向一揆・織田家の行く末を定めた惨劇    | 20時 - 21時に第86回、21時 - 22時に第87回を連続放送                     |
| 第87回  | 2025年4月5日  | 明智光秀・丹波攻めと本能寺への序章                | 20時 - 21時に第86回、21時 - 22時に第87回を連続放送                     |
| 第88回  | 2025年4月19日 | 宮本武蔵・望みを果たせなかった天下一の剣豪        |                                                                        |
| 第89回  | 2025年4月26日 | 家康に天下を取らせた武将たち(1) 酒井忠次          |                                                                        |
| 第90回  | 2025年5月3日  | 家康に天下を取らせた武将たち(2) 本多正信          |                                                                        |
| 第91回  | 2025年5月10日 | 平賀源内・マルチクリエイターの破天荒人生          |                                                                        |
| 第92回  | 2025年5月17日 | 江藤新平・司法制度の父が起こした佐賀の乱          |                                                                        |
| 第93回  | 2025年5月24日 | 大久保利通・命を奪われた明治新政府のリーダー      |                                                                        |
| 第94回  | 2025年5月31日 | 前田利家・明暗を分けた五大老の選択                |                                                                        |
| 第95回  | 2025年6月7日  | 加藤清正・関ヶ原に参戦できなかった築城名人        |                                                                        |
| 第96回  | 2025年6月14日 | 応仁の乱・戦国の世を招いた不毛な戦い              |                                                                        |
| 第97回  | 2025年6月21日 | 三浦按針・将軍家康を支えた青い目のサムライ        |                                                                        |
| 第98回  | 2025年7月5日  | 奥州藤原氏・独立国家を夢見た北方の王者            |                                                                        |
| 第99回  | 2025年7月12日 | 藤堂高虎・豊臣兄弟が導いた運命                    |                                                                        |
| 第100回 | 2025年7月19日 | 「武田三代SP 信虎・信玄・勝頼の足跡を訪ねて」前編 | 放送100回記念スペシャル 20時 - 21時に前編、21時 - 22時に後編を連続放送 |
| 第100回 | 2025年7月19日 | 「武田三代SP 信虎・信玄・勝頼の足跡を訪ねて」後編 | 放送100回記念スペシャル 20時 - 21時に前編、21時 - 22時に後編を連続放送 |
| 第101回 | 2025年7月26日 | 小田氏治・乱世に挑んだ常陸の不死鳥                |                                                                        |
| 第102回 | 2025年8月2日  | 伊達政宗・砕け散った南蛮貿易の夢                  |                                                                        |